# Prochelyna heterodoxa
Prochelyna heterodoxa är en skalbaggsart som beskrevs av Hermann Burmeister 1855. Prochelyna heterodoxa ingår i släktet Prochelyna och familjen Melolonthidae. Inga underarter finns listade i Catalogue of Life.